# NBA2K Online 2
《NBA2K Online 2》是一款籃球線上遊戲，也是《NBA 2K》系列第二款線上遊戲，也是《NBA2K Online》的續作。開發代號為「NBA2KOL-X」。
由2K Sports、Visual Concepts和騰訊遊戲聯合開發代理。中國地區已於2018年8月2日開啟不限號測試。